# Fethi Missaoui
Fethi Missaoui (in arabo فتحي الميساوي‎?; 8 gennaio 1974) è un ex pugile tunisino.

## Palmarès

### Olimpiadi
- 1 medaglia:
  - 1 bronzo (Atlanta 1996 nei pesi superleggeri)